# Ozarba honesta
Ozarba honesta är en fjärilsart som beskrevs av Walker 1865. Ozarba honesta ingår i släktet Ozarba och familjen nattflyn. Inga underarter finns listade i Catalogue of Life.